# 朱唇蛙螺
朱唇蛙螺（学名：Bufonaria crumena），是异足目蛙螺科赤蛙螺属的一种。主要分布于台湾，常栖息在浅海沙底。